# Phúc Khánh, Yên Lập
Phúc Khánh là một xã thuộc huyện Yên Lập, tỉnh Phú Thọ, Việt Nam.
Xã Phúc Khánh có diện tích 25,01 km², dân số năm 1999 là 5642 người, mật độ dân số đạt 226 người/km².